# Magnus Chase
Magnus Chase è il protagonista della trilogia fantasy Magnus Chase e gli Dei di Asgard di Rick Riordan. Egli è un semidio figlio del dio norreno Freyr e di un'umana.

## Biografia del personaggio

### Infanzia
Magnus è nato il 13 gennaio 1995. Quando Magnus aveva sei anni, tra sua madre e gli zii scoppiò un enorme litigio; Magnus non ne ha mai saputo la causa ma dopo, non ha più visto i suoi zii o sua cugina Annabeth.
Lui e sua madre avevano un ottimo rapporto e la donna lo portava spesso in campeggio e si premunì di insegnargli le tecniche di sopravvivenza. Quando Magnus aveva quattordici anni, sua madre venne uccisa da dei lupi che avevano "luminescenti occhi azzurri" (mandati da Fenris). Magnus allora divenne un senzatetto e strinse amicizia con altri due vagabondi: Hearth e Blitz.

### Eroi dell'Olimpo

#### Il Sangue dell'Olimpo
Magnus non compare nella saga, tuttavia prima di combattere i giganti ad Atene, sua cugina Annabeth parla di uno zio e un cugino che non vede mai perché i loro genitori non vanno d'accordo.

### La spada del guerriero
Mentre dorme sotto un ponte, Magnus è svegliato dal suo amico Blitz che gli dice che due persone lo stanno cercando. Quando li vede Magnus scopre che si tratta di sua cugina Annabeth Chase e di suo zio Frederick Chase; non fidandosi di loro Magnus non si fa vedere e decide di entrare in casa dell'altro suo zio Randolph per scoprire come mai i suoi parenti abbiano iniziato a cercarlo dopo due anni che è diventato un senzatetto.
Randolph lo raggiunge e gli dice che la sua vita è in pericolo e che deve andare con lui da qualche parte. Magnus inizialmente è diffidente ma accetta, dopo che sente forti scoppi che si stanno lentamente avvicinando alla casa.
Una volta in macchina, Randolph rivela che gli dei norreni sono reali e che Magnus è il figlio di un dio nordico. Raggiungono un molo dove Randolph gli dice di andare verso l'acqua, in cui è immersa una spada che solo il nipote può recuperare. Magnus recupera con successo la spada, ma viene attaccato da Surt. Magnus riesce a sconfiggerlo ma ciò gli costa la vita.
Il ragazzo si risveglia nel Valhalla e poco dopo incontra la sua valchiria Samirah-Al-Abbas. Durante la cena Magnus scopre di essere figlio di Freyr, e che Blitz ed Heart sono in realtà un nano e un elfo, le Norne pronunciano una profezia su di lui e Sam viene cacciata dalle valchirie.
Successivamente il ragazzo lascia il Valhalla clandestinamente con l'aiuto dei suoi nuovi amici  con Blitz ed Hearth e una volta scoperto da Mímir (per cui i due lavorano) che Loki vuole accelerare il Ragnarǫk liberando Fenris grazie all'aiuto di Surt, si allea con loro e Samirah per fermarlo.
Per farlo dovrà recuperare la spada caduta nella rete della dea Ran, procurarsi una nuova corda con cui imprigionare il lupo e farsi dire da Thor come raggiungerlo.

### Il martello di Thor
Passate sei settimane da La spada del guerriero Sam e Magnus si danno appuntamento in un bar, e lei dovendo andare a prelevare un'anima chiede al ragazzo di attendere il suo informatore, che si rivela essere Otis, la capra di Thor. Otis rivela che il martello di Thor potrebbe trovarsi in un tumulo a Provincetown, prima di essere ucciso da una scure. Magnus insegue l'assassino di che gli dice di stare lontano da Provincetown, ma Magnus non lo ascolta e lui, Sam, Blitz e Hearth, si recano lì ignorando anche una profezia che annuncia la morte di Blitz. Nel tumulo il gruppo viene assalito dai draugr, da Randolph zio di Magnus e da Loki. Randolph pugnala Blitz con la spada Skofnung (Mjolnir invece non c'è lì). Per salvare Blitz, Magnus lo trasforma in pietra adoperando la luce. Successivamente, Magnus e Hearth si recano ad Alfheim per trovare la Pietra Skofnung, posseduta dal padre di Heart, Alderman che per la pietra, esige che il figlio paghi il guidrigildo per la morte di suo fratello. Riusciti nell'impresa grazie alle ricchezze di Andvari e salvato il nano il gruppo si riunisce con l'aggiunta di Alex Fierro e Magnus scopre che Samirah è stata promessa in sposa al gigante che si è impadronito del martello di Thor e dovranno infiltrarsi al matrimonio per recuperarlo.

## Aspetto fisico
Magnus ha i capelli con la riga in mezzo, biondi e gli occhi grigi. Inizialmente, era molto magro, con il petto concavo, e la pelle tanto pallida, da lasciar vedere le vene. Aveva anche una cicatrice sulla mano sinistra.
Magnus si trasforma da magro e pallido a molto più muscoloso, con le braccia robuste e, pelle liscia, meno trasparente, con tutte le cicatrici, eruzioni cutanee, tagli e morsi derivati dal suo vivere per strada del tutto scomparsi.
Secondo la madre, Magnus ha una somiglianza sorprendente con un personaggio famoso (Kurt Cobain) e a una divinità norrena (suo padre, Freyr).

## Personalità
Magnus sente di avere l'obbligo di proteggere le persone in pericolo, come ha fatto sul ponte di fronte a Surt. Tuttavia, è un po' cinico e tende a fare dell'ironia cattiva. Nonostante sia stato un senzatetto per due anni è piuttosto attento alla salute, e mostra un incredibile disgusto quando scopre che i nani si sono evoluti dai vermi. Diversamente dalla maggior parte semidei, gli manca un istinto di combattimento naturale, ma è un buon pensatore e dispone di una buona dialettica.

## Poteri e abilità
Come figlio di un dio  Magnus possiede una vasta gamma di poteri. In più può parlare la lingua dei segni e conosce le tecniche di sopravvivenza.
- Alf seidr (Magia elfica): Come figlio del signore di Alfheim, Magnus è in grado di utilizzare la magia elfica. Può usarla per disarmare il nemico o guarire se stesso e gli alleati. Gli consente anche di percepire l'energia vitale altrui.
- Alterazione delle stagioni (limitata all'estate): Come figlio del dio dell'estate, può creare il clima estivo intorno a sé.
- Fotocinesi (limitata): Magnus è in grado di generare luce.
- Insensibilità alle temperature: Magnus ha una grande quantità di resistenza alle temperature estreme tuttavia, non è immune al fuoco o al ghiaccio.
- Super forza: Magnus ha una forza sovrumana. Il livello esatto non è noto ma si è dimostrato in grado di perforare la parete della sua stanza nel Valhalla senza molto sforzo.
- Immortalità : mentre è all'interno dell'Hotel Valhalla, Magnus, non può morire, e si limiterà a guarire dalle ferite mortali. Grazie alle sue capacità di guarigione, tuttavia, Magnus resuscita più velocemente rispetto alla maggior parte degli altri essendo figlio di un dio.
- Agilità migliorata:  Magnus è molto più agile.

## Curiosità
Magnus è un nome latino che significa "grande". È diventato popolare in Scandinavia dopo il re norvegese del XI secolo, Magnus I.
Chase è un cognome inglese traducibile in "cacciatore" quindi tradotto dalle rispettive lingue, "Magnus Chase" significa "Grande cacciatore".